# Фальк, Нильс
Нильс Николаус Фальк (нем. Niels Nikolaus Falck, 25 ноября 1784, Эммерлеф, Дания, — 5 мая 1850, Киль, Дания) — шлезвигский юрист и политический деятель, преподаватель и ректор Кильского университета, один из горячих сторонников общей шлезвиг-гольштейнской конституции.

## Биография
В 1832 году он был членом комиссии 28 «опытных» людей, созванной правительством в Копенгаген для обсуждения шлезвиг-гольштейнского вопроса. В 1835 году был членом, в 1838 году — президентом шлезвигского провинциального сейма; потерял симпатии либеральной партии вследствие своих колебаний и неустойчивости. Тем не менее, он присоединился к восьми другим профессорам Кильского университета, выпустившим сообща брошюру «Staats- und Erbrecht des Herzogtums Schleswig» (Гамбург, 1846) в виде протеста против «Открытого письма» короля Кристиана VIII, в котором Шлезвиг и Гольштейн объявлялись неотделимой составной частью Дании.

## Работы
Из его сочинений имеют наибольшее значение:
- Das Herzogtum Schleswig (Киль, 1816)
- Sammlungen zur näheren Kunde des Vaterlands (Альтона, 1819—25)
- Juristische Encyklopädie (Киль, 1821, 5 изд. Лейпциг, 1851)
- Handbuch des Schleswig-holsteinischen Privatrechts (Альтона, 1825—48).